# Барановка (Сумская область)
Бара́новка (укр. Баранівка) — село, Эсманьская поселковая община, Шосткинский район, Сумская область, Украина.
Код КОАТУУ — 5921589002. Население по переписи 2001 года составляло 74 человек . В настоящее время в селе живёт только один человек.

## Географическое положение
Село Барановка находится на расстоянии в 2 км от правого берега реки Муравейня. В 1,5 км расположено село Муравейня. По селу протекает пересыхающий ручей с запрудой.

## История
Упоминается с 1691 года как село (также называлось Зябловка) с часовней Флора и Лавра (с 1694 — церковь; не сохранилась), в составе Чемлыжского стана Комарицкой волости; бывшее дворцовое владение.
До 1926 года входила в Севский уезд (с 1861 — в составе Хинельской, Лемяшовской волости). В 1875 году была открыта церковно-приходская школа. До начала XX века были развиты ремёсла (производство телег, деревянных колёс и др.).
19 апреля 1926 года передано в состав Украинской ССР.

## Экономика
- Детский оздоровительный лагерь «Вогник».

## Известные люди
- В селе родился Герой Советского Союза Григорий Лущенко.